# Bundesebene (Deutschland)
Die Bundesebene (auch Bund genannt) ist in Deutschland die oberste Ebene in der Hierarchie des Staatsmodells des Bundesstaates. In der Politik- und Rechtswissenschaft liegt dem Modell die Idee eines föderativ organisierten politischen Systems der staatlichen Ebene zugrunde: Die einzelnen Bundesländer besitzen zwar eine eigene Landesregierung, Verwaltung und Gerichtsbarkeit, ihre Kompetenzen leiten sich jedoch vom Bund ab, dem die Kompetenz-Kompetenz zugestanden wird. Die deutschen Länder sind mangels Unabhängigkeit nach außen keine (souveränen) Staaten im Sinne des Völkerrechts, sondern mit eigenständiger staatlicher Hoheitsmacht ausgestattete Gliederungseinheiten des Bundesstaates, der Völkerrechtssubjekt ist.

## Gesetzgebungsbefugnis
Im kooperativen Föderalismus in Deutschland werden auf Bundesebene vom Deutschen Bundestag die Bundesgesetze in der Regel mit Geltung für das gesamte Bundesgebiet verabschiedet. Die Gesetzgebung beschränkt sich aber auf die Bereiche, in denen dem Bund die Gesetzgebungsbefugnis übertragen wurde. Im Bereich der ausschließlichen Gesetzgebung dürfen die Länder nur dann gesetzgeberisch tätig werden, wenn dies durch den Bund gestattet wird (prinzipielle Allzuständigkeit des Gesamtstaates). Im Bereich der konkurrierenden Gesetzgebung dürfen die Länder soweit tätig werden, wie der Bund dies nicht getan hat. Die auf Bundesebene beschlossenen Normen in den genannten Bereichen stehen in der Normenhierarchie über denen des Landesrechts (Art. 31 Grundgesetz); Grundrechte, die durch Landesverfassungen über die des Grundgesetzes hinaus gewährt werden, sind davon jedoch ausgenommen. Bei in der Kompetenz des Bundes stehenden Gesetzgebungsbefugnissen wirken die Länder über den Bundesrat an der Bundesgesetzgebung mit.

## Verwaltung
Auf Bundesebene steht die Bundesregierung an der Spitze der Verwaltung. Oberste Bundesbehörden sind neben den Ministerien das Bundespräsidialamt, der Bundesrechnungshof und einige weitere Einrichtungen. Verwaltung von Bundestag und Bundesrat sind oberste Bundesbehörde, soweit sie behördlich tätig sind. Die Bundesverwaltung ist oft nur mit einem einstufigen Unterbau versehen. In der Regel sind direkt Bundesoberbehörden eingerichtet, die für das ganze Bundesgebiet zuständig sind. Bundesmittel- und Bundesunterbehörden dürfen nur in den Fällen, in denen dies vom Gesetz vorgesehen ist, eingerichtet werden.
Zulässige Bereiche, in denen Mittel- und Unterbehörden eingerichtet sind, sind der Auswärtige Dienst, die Bundesfinanzverwaltung, die Bundeswasserstraßenverwaltung, die Schifffahrtsverwaltung des Bundes, die Bundespolizei und der Bundesverfassungsschutz (Art. 87 GG), die Wehrverwaltung (Art. 87b GG) und die Luftverkehrsverwaltung (Art. 87d GG). Im letztgenannten Bereich gibt es jedoch keine Mittel- und Unterbehörden. Viele Aufgaben des Bundes in der Verwaltung werden auch durch Anstalten und Körperschaften des öffentlichen Rechts wahrgenommen.
Eine Vermischung von Bundes- und Landesbehörden ist nicht zulässig. So hat das Bundesverwaltungsgericht die Praxis, die Seeämter von den Ländern und das Bundesoberseeamt vom Bund zu betreiben, als unzulässig angesehen, da Widersprüche gegen Verwaltungsakte der Länder durch eine Bundesbehörde entschieden wurden. Die Seeämter mussten im Oktober 1986 daraufhin vom Bund als eigene Einrichtung errichtet werden. Eine ähnliche Konstellation bei der Errichtung der sog. „Job-Center“ durch die nicht ausreichende Festlegung der sachlichen Zuständigkeit wurde vom Bundesverfassungsgericht als verfassungswidrig verworfen.
Mit Stand vom 30. Juni 2019 besitzt der Bund als Dienstherr 185.170 Beamte und Richter sowie 170.575 Berufs- und Zeitsoldaten. Zudem ist der Bund Arbeitgeber für 146.160 Arbeitnehmer (Tarifbeschäftigte), die über ein privatrechtliches Arbeitsverhältnis verfügen.

## Gerichtsbarkeit
Der Bund verfügt u. a. über fünf Oberste Bundesgerichte, die an der Spitze ihrer jeweiligen Fachgerichtsbarkeit stehen, Art. 95 Abs. 1 GG. Dies sind für Straf- und Zivilsachen der Bundesgerichtshof in Karlsruhe, das Bundesverwaltungsgericht in Leipzig, der für Steuern und Zölle zuständige Bundesfinanzhof in München, das Bundesarbeitsgericht in Erfurt und für das Gebiet der Sozialgerichtsbarkeit das Bundessozialgericht in Kassel. Das Bundespatentgericht in München nimmt eine Sonderstellung ein, als es ein auf den gewerblichen Rechtsschutz spezialisiertes Gericht im Rang eines Oberlandesgerichts bei bundesweiter örtlicher Zuständigkeit ist.

## Verfassungsorgane des Bundes
Die fünf ständigen Verfassungsorgane sind:
1. der Deutsche Bundestag (Art. 38–48 GG)
2. der Bundesrat (Art. 50–53 GG)
3. der Bundespräsident (Art. 54–61 GG)
4. die Bundesregierung (Art. 62–69 GG)
5. das Bundesverfassungsgericht (Art. 92–94, 99, 100 GG)

Die beiden nichtständigen, d. h. nur anlassbezogen zusammentretenden Verfassungsorgane sind:
1. der Gemeinsame Ausschuss (Art. 53a GG)
2. die Bundesversammlung (Art. 54 GG)